# 小行星7485
小行星7485（7485 Changchun），又称为长春星，是由日本天文学家小石川正弘于1994年12月4日在仙台市天文台爱子观测所发现的主带小行星。
該小行星以仙台市的姐妹城市——中国吉林省的省会长春市命名。